# Urmeniș (gmina)
Urmeniș – gmina w Rumunii, w okręgu Bistrița-Năsăud. Obejmuje miejscowości Câmp, Coșeriu, Delureni, Fânațe, Podenii, Scoabe, Șopteriu, Urmeniș, Valea i Valea Mare. W 2011 roku liczyła 1949 mieszkańców.